# Народный Герой (Казахстан)
Зва́ние «Народный Герой» (каз. Халық Қаһарманы) — высшая степень отличия в Казахстане наряду с орденом Золотого орла и званием «Герой Труда Казахстана». Звание «Народный Герой» присваивается за выдающиеся заслуги перед Республикой Казахстан, ратные подвиги во имя её свободы и независимости.
Лицам, удостоенным звания «Народный Герой», вручаются знак особого отличия — «Золотая звезда» (Алтын жулдыз) и орден Отечества (орден «Отан»).

## История
Высшая степень отличия — звание «Народный Герой» было учреждено законом № 2069-XII Республики Казахстан «О государственных наградах Республики Казахстан» от 1 апреля 1993 года и присваивалось за выдающиеся заслуги перед Казахстаном, связанные с совершением геройского гражданского или военного подвига.
12 декабря 1995 года был принят новый закон № 2676 «О государственных наградах Республики Казахстан», отменяющий предыдущий нормативно-правовой акт и учреждающий в дополнение к уже существующим наградам новые. Высшим знаком отличия, наравне со званием «Народный Герой», определялся орден Золотого орла (Алтын Қыран). С «Золотой звездой» Народного Героя стали вручать орден «Отан».
Приблизительно в 1999 году «Золотая звезда» Народного Героя претерпела изменения.
1 декабря 2008 года в дополнение к уже существующим высшим степеням отличия было учреждено звание «Герой Труда Казахстана» и соответствующая ему золотая звезда.
С этого времени звание «Народный Герой» стали присваивать за выдающиеся заслуги перед Республикой Казахстан, ратные подвиги во имя её свободы и независимости.
Законом Республики Казахстан № 525-IV от 2 января 2012 года «О внесении дополнения в Закон Республики Казахстан „О государственных наградах Республики Казахстан“» статья 10 дополнена частью третьей: «Первый Президент Республики Казахстан — Лидер Нации по своему статусу обладает званием „Халық қаһарманы“ (Народный герой) с вручением знака особого отличия — Золотой звезды и ордена „Отан“».

## Описание знака «Золотая звезда»

### Тип 1 (1993—1998)
Концепция «Золотой звезды»:
Основополагающая идея — победа вечных человеческих ценностей – Красоты, Добра и Мира.
Золотая семиконечная звезда, — символ силы и мудрости, — парящая над небесно-голубым простором — это восходящая звезда свободного народа на бескрайнем, безоблачном небе Родины, движение ввысь к совершенству. Орденская планка в виде треугольника, — символа неизменности и вечности, — утверждает идею веры в победу, в будущее через единство прошлого и настоящего, символизируя страну расправляющую крылья. Цвет орденской ленты и горячей эмали соответствует цвету национального государственного флага. Стилистическое решение ордена — жизнеутверждающее бесконечное стремление к Свету.
Знак «Золотая звезда» к званию «Народный Герой» представляет собой золотую семиконечную звезду с гладкими двугранными лучами и небольшими двугранными штралами-лучиками между ними.
На конце верхнего луча звезды — цельно вырубленное ушко.
Звезда с помощью соединительного звена подвешена к орденской колодке.
Колодка представляет собой треугольную металлическую пластину, обтянутую лентой цвета государственного флага Казахстана.

### Тип 2 (с 1998)
Знак «Золотая звезда» к званию «Народный Герой» представляет собой золотую семиконечную звезду с гладкими двугранными лучами. Между лучами у основания вставлены семь бесцветных фианитов.
Оборотная сторона звезды вогнутая, с углубленным рельефом по лучам, с плоской центральной частью, где расположена надпись «Халық Қаһарманы». На конце верхнего луча звезды — цельно вырубленное ушко.
Звезда с помощью соединительного звена подвешена к орденской колодке.
Колодка представляет собой пятиугольную металлическую пластину, обтянутую муаровой лентой цвета государственного флага Казахстана. Высота колодки 41 мм, ширина 34 мм. Поверх муаровой ленты вдоль колодки расположена накладка в виде луча, в нижней части которого закреплён бесцветный фианит.

## Награждённые
По состоянию на 10 сентября 2024 года звания «Народный Герой» удостоены 37 человек, в том числе:
1. Сагадат Нурмагамбетов — генерал армии, 1-й Министр обороны Казахстана (указ от 23 мая 1994 года).
2. Ахат Куленов — президент ОАО «Усть-Каменогорский свинцово-цинковый комбинат» (указ от 15 октября 1994 года).
3. Александр Христенко — генеральный директор совхоза — института Тельманского района Карагандинской области (указ от 15 октября 1994 года).
4. Токтар Аубакиров — 1-й лётчик-космонавт Казахстана, генерал-майор (указ от 12 января 1995 года).
5. Талгат Мусабаев — 2-й лётчик-космонавт Казахстана, генерал-майор (указ от 12 января 1995 года).
6. Юрий Маленченко — лётчик-космонавт Российской Федерации, полковник (указ от 12 января 1995 года).
7. Касым Кайсенов — писатель, ветеран Великой Отечественной войны 1941—1945 годов (указ от 24 апреля 1995 года).
8. Алексей Кулаков — ветеран Великой Отечественной войны 1941—1945 годов (указ от 24 апреля 1995 года).
9. Мурдин Таипов — ветеран Великой Отечественной войны 1941—1945 годов (указ от 24 апреля 1995 года).
10. Мухтар Алиев — академик, директор НИИ клинической и экспериментальной хирургии (указ от 29 декабря 1995 года).
11. Аким Атмачиди — заслуженный строитель Казахстана, директор Семипалатинского производственного объединения сборного железобетона (указ от 29 декабря 1995 года).
12. Шафик Чокин — академик, президент Академии наук Казахстана (указ от 7 июня 1996 года).
13. Роза Багланова — оперная певица, народная артистка СССР (указ от 9 декабря 1996 года).
14. Кайрат Рыскулбеков — участник событий декабря 1986 г. в Алма-Ате, объявлен жертвой советского режима (указ от 9 декабря 1996 года, посмертно).
15. Бахтурас Бейсекбаев — стрелок бомбардировщика, участник Великой Отечественной войны 1941—1945 годов, Герой Российской Федерации (указ от 6 мая 1998 года, посмертно).
16. Нургиса Тлендиев — композитор (указ от 24 августа 1998 года).
17. Рахимжан Кошкарбаев — лейтенант, участник Великой Отечественной войны 1941—1945 годов, командир стрелковой роты, герой штурма Берлина (указ от 7 мая 1999 года, посмертно).
18. Азербайжан Мамбетов — театральный режиссёр, народный артист СССР (указ № 472 от 24 октября 2000 года).
19. Хиуаз Доспанова — ветеран Великой Отечественной войны 1941—1945 годов, лётчица 46-го гвардейского женского ночного бомбардировочного авиационного полка (указ № 1487 от 7 декабря 2004 года).
20. Маулен Калмырза — ветеран Великой Отечественной войны 1941—1945 годов, герой боёв за освобождение Украины (указ от 2005 года).
21. Александр Капорин — ветеран Великой Отечественной войны 1941—1945 годов, командир расчёта противотанкового орудия (указ от 2005 года).
22. Мухтар Алтынбаев — генерал армии, Министр обороны Казахстана (указ № 112 от 6 мая 2006 года).
23. Азамат Жумадилов — старший лейтенант армии Казахстана, за спасение из горящего дома женщины с тремя детьми (указ от 7 декабря 2007 года).
24. Бахытжан Ертаев — генерал-лейтенант, заместитель председателя Комитета Начальников Штабов Вооружённых сил Казахстана, участник афганской войны 1979—1989 годов (указ от 5 декабря 2008 года).
25. Газиз Байтасов — капитан полиции, командир 1 взвода ОБДП УМВД РК по городу Таразу (указ № 188 от 5 декабря 2011 г., посмертно)[1].
26. Айдын Аимбетов — лётчик-космонавт Республики Казахстан, полковник (указ № 102 от 14 октября 2015 года)[2].
27. Дмитрий Родин — командир воздушного судна Fokker-100, посадивший его без передней стойки шасси (указ № 244 от 3 мая 2016 года)[3].
28. Кайрат Умбетов — начальник штаба — первый заместитель командира войсковой части 6505 регионального командования «Орталык» Национальной гвардии (Указ № 244 от 3 мая 2016 года)[3].
29. Нурсултан Назарбаев — первый президент Казахстана (указ № 1 от 20 марта 2019 года)[4][5].
30. Меиржан Айманов — полковник заместитель начальника службы пожаротушения и аварийно-спасательных работ Департамента по чрезвычайным ситуациям Жамбылской области (указ № 646 от 29 августа 2021 года[6], посмертно).
31. Тулеугали Абдыбеков — снайпер 2-й стрелковой роты 302-го гвардейского стрелкового полка 8-й гвардейской стрелковой Краснознамённой дивизии (указ № 889 от 5 мая 2022 года, посмертно)[7].
32. Александр Несмиянов — командир 1-го стрелкового батальона 690-го стрелкового полка 126-й стрелковой Горловской Краснознамённой дивизии (указ № 889 от 5 мая 2022 года, посмертно)[7].
33. Ибраим Сулейменов — снайпер-наблюдатель 2-го отделения стрелкового батальона 100-й отдельной стрелковой бригады (указ № 889 от 5 мая 2022 года, посмертно)[7].
34. Каирбек Сулейменов — ветеран органов внутренних дел, город Астана (указ № 1046 от 14 октября 2022 года)[8]
35. Абдыгали Каймолдин — участник Великой Отечественной войны (указ № 212 от 5 мая 2023 года)
36. Иван Гапич — участник Великой Отечественной войны (указ № 213 от 5 мая 2023 года)
37. Сат Токпакбаев — государственный деятель, генерал-полковник (указ № 649 от 10 сентября 2024 года).

## Галерея
- Золотая звезда первого типа (до 1998 года)